# Exechopalpus dubitalis
Exechopalpus dubitalis là một loài ruồi trong họ Tachinidae.